# Tombolo
Ein Tombolo (Plural Tomboli) ist ein Dünenstreifen, der eine Insel mit dem Festland verbindet und so zu einer Halbinsel macht oder zwei Inseln miteinander verbindet. Tomboli entstehen durch Ablagerung, verursacht durch Flussmündungen, Küstenströmungen und Wellenbrechung im Inselumfeld.
Der Tombolo ist dabei ein Grenzfall zwischen dem ständig über der Wasserlinie liegenden Isthmus und der ständig überfluteten Meerenge, seine Höhe ist dem Wasserspiegel so nahe, dass er zeitweise – je nach Wasserstand (See, Fluss) bzw. Gezeitenwasserstand – über oder unter dem Wasserspiegel liegt.
Die 30 Kilometer lange Adamsbrücke, die Sri Lanka (Ceylon) über die Palkstraße mit Indien verband, war früher der weltweit größte Tombolo. Sie wurde vor einigen tausend Jahren durch eine Änderung des mittleren Meeresspiegels zerstört, und heute existiert nur noch eine Kette von Sandbänken. Dagegen ist Chesil Beach in Dorset kein echter Tombolo. Auf den Northern Isles in Schottland werden Tomboli als Ayres (altnordischen eyrr „Kiesstrand“) bezeichnet. Die meisten werden von Materialien gebildet, die gröber als Sand sind, einschließlich Kies. Der Ayre der St Ninians Isle auf den Shetlandinseln ist der größte aktive Tombolo.

## Beispiele von Tomboli

### Europa

Von zwei Tomboli eingeschlossener See, Giens, Côte d’Azur (Frankreich)

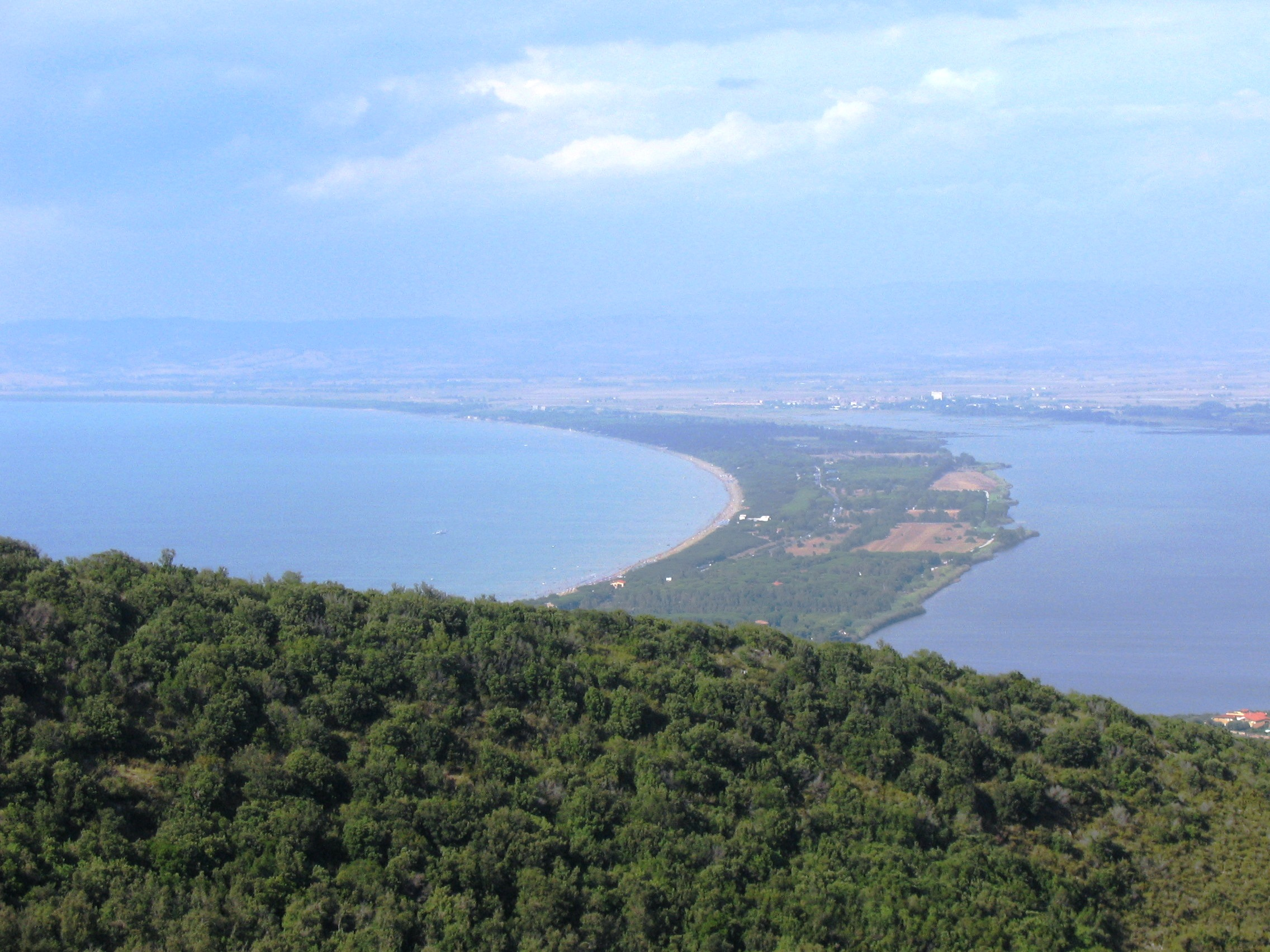
Tombolo di Giannella,
Monte Argentario (Italien)

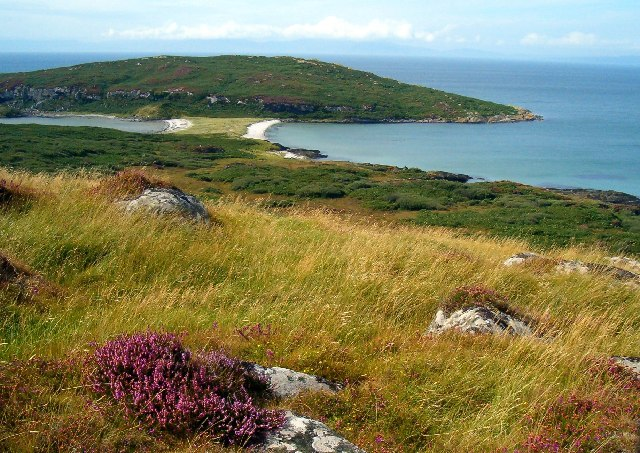
Tombolo zwischen Eilean Gharb und Gigha (Schottland)

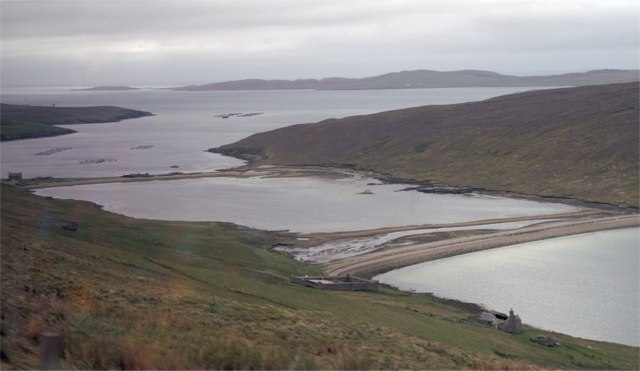
Doppel-Tombolo Shetland

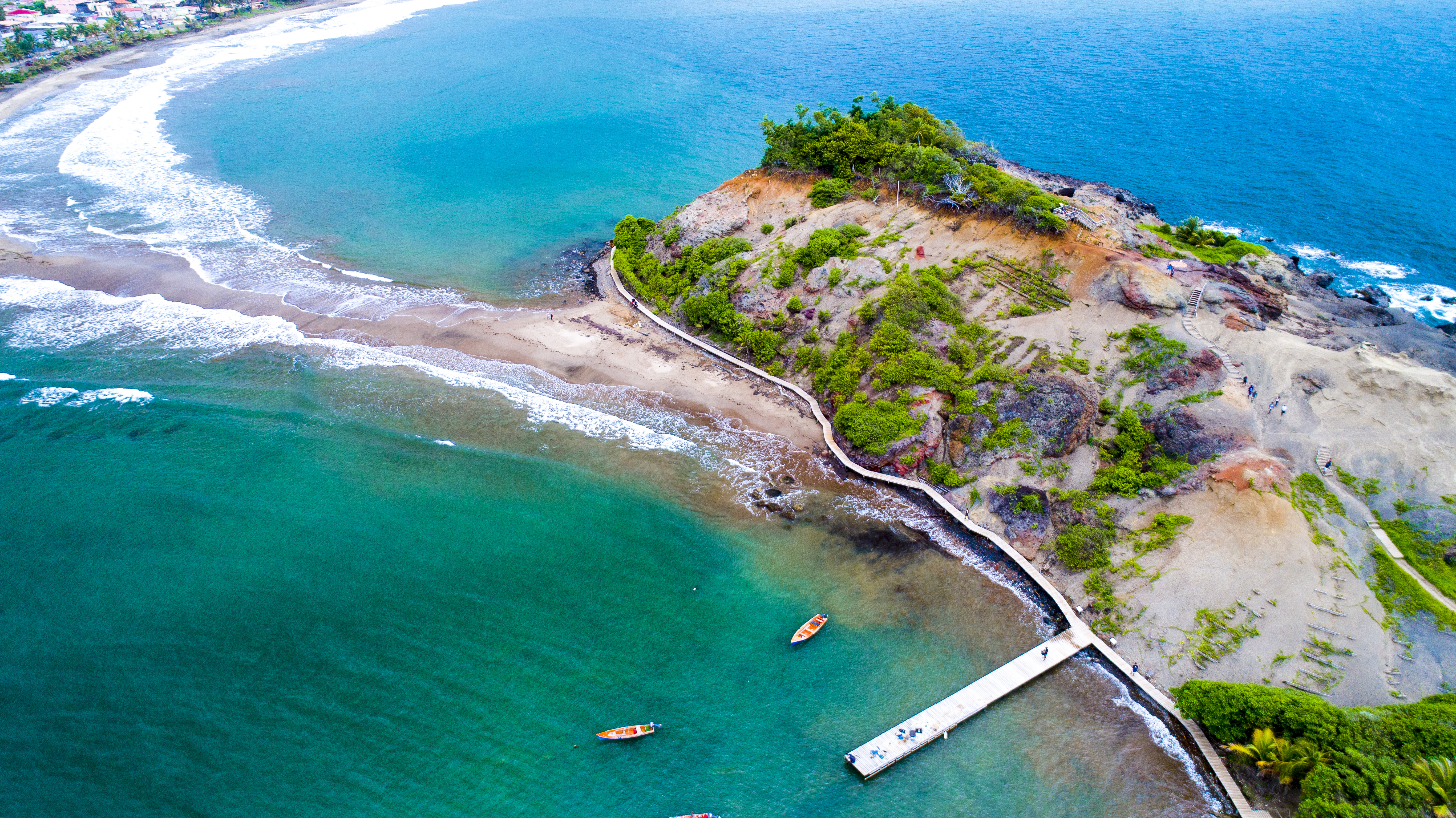
Blick auf den Tombolo zwischen Sainte-Marie (Martinique) und der Gezeiteninsel Îlet Sainte-Marie

Frankreich
- Giens, Côte d’Azur
- Quiberon, Bretagne
- Sainte-Marie (Martinique)

Irland
- Howth Head, Dublin

Italien
- Monte Argentario, Toskana

Türkei
- Kapıdağ Yarımadası

Vereinigtes Königreich
- England:
  - Chesil Beach Dorset
  - Gugh (Scilly-Inseln)
  - Sandbanks Dorset
- Wales:
  - Llandudno
- Schottland, Shetlandinseln:
  - Kettla Ness
  - West Burra
  - Yei of Huney, Huney
  - St Ninian’s Isle
  - Isle of Gigha

### Amerika
Costa Rica
- Parque Marino Ballena

Kanada
- Presqu’ile Provincial Park, Ontario

Saint-Pierre und Miquelon
- Miquelon-Langlade

USA
- Nahant, Massachusetts

### Asien
Hongkong
- Cheung Chau

Japan
- Enoshima, Fujisawa

Jemen
- Isthmus von Aden

### Weitere
Australien
- Barrenjoey Headland Pittwater, New South Wales
- Bruny Island, Tasmanien
- Red Island, Heard und McDonaldinseln

Neuseeland
- Aupouri
- Mount Maunganui

Somalia
- Ras Hafun